# 729
Раннє Середньовіччя. Триває чума Юстиніана. У Східній Римській імперії продовжується правління Лева III. Більшу частину території Італії займає Лангобардське королівство, деякі області належать Візантії. У Франкському королівстві формально править династія Меровінгів при фактичній владі в руках Карла Мартела. В Англії триває період гептархії. Авари та слов'яни утвердилися на Балканах. Центр Аварського каганату лежить у Паннонії. Існують слов'янські держави: Карантанія та Перше Болгарське царство.
Омеядський халіфат займає Аравійський півострів, Сирію, Палестину, Персію, Єгипет, Північну Африку та Піренейський півострів. У Китаї править династія Тан. Індія роздроблена. В Японії почався період Нара. Хазарський каганат підпорядкував собі кочові народи на великій степовій території між Азовським морем та Аралом. Відновився Тюркський каганат.
На території лісостепової України в VIII столітті виділяють пеньківську й корчацьку археологічні культури. У VIII столітті продовжилося швидке розселення слов'ян. У Північному Причорномор'ї співіснують різні кочові племена, зокрема булгари, хозари, алани, авари, тюрки, кримські готи.

## Події
- Валі Аль-Андалусу знову став Абдур-Рахман ібн Абдалах. Він провів каральний похід проти Мунузи, який відмовлявся йти війною на Едо Великого, з донькою якого був одружений.
- Криза іконоборства:
  - Посланий василевсом Левом III Ісавром проти Папи Римського Григорія II екзарх Равенни Євтихій зумів відбити Равенну у короля лангобардів Лютпранда за допомогою венеційців, які побоювалися підсилення Лангобардського королівства.
  - Євтихій об'єднав зусилля з Лютпрандом проти герцогів Бевенто та Сполето і змусив їх підкоритися після взяття Сполето.
  - Війська Євтихія та Лютпранда пішли на Рим. Папа Григорій зустрівся з Лютпрандом і вмовив його не атакувати місто. Потім він здався Євтихію, але відмовився визнати політику іконоборства.
  - Відбувся дарунок у Сутрі — передача Лютпрандом Папі Римському кількох сіл за межами Рима.
- Війська Омеядського халіфату зіткнулися з силами Тюргешського каганату в околицях Бухари. Битви при Пайкенді і Камарджі.